# Semiotică
Semiotica este disciplina care cercetează felul în care funcționează comunicarea și semnificarea, i.e. relațiile dintre cod și mesaj, dintre semn și discurs. Unitatea fundamentală în semiotică este semnul.
Semiotica reprezintă  totodată studiul semnelor și al codurilor - semne care sunt utilizate în procesul de producere și interpretare a mesajelor, respectiv, codurile care guvernează utilizarea acestor semne.
Cercetătorul american de origine maghiară Thomas Sebeok definește semiotica drept un proces de schimb de mesaje de orice tip, împreună cu sistemul de semne sau coduri care se află la baza acestor mesaje.  Semnificația unui mesaj poate fi descifrată doar în măsura în care cel care receptează mesajul cunoaște codul. Așadar obiectul semioticii este teoria semnificației, încercând să explice cum anume se construiește aceasta pe baza semnelor și codurilor.
Semiotica are trei ramuri:
- semantica
- sintaxa
- pragmatica

## Definiții ale semioticii

### Definiția lui Saussure
Conform lui Ferdinand de Saussure, care alături de Charles Sanders Peirce este pionier al semioticii moderne, „limba este un sistem de semne ce exprimă idei”, comparabil cu alte sisteme omoloage precum codul morse, limbajul surdomuților etc. El denumește prin termenul semiologie știința care ar putea să studieze sistemele de semne, de la grecescul semeion. „Ea ar putea să ne spună în ce constau semnele, ce legi le guvernează. Deoarece nu există încă, nu putem spune ce anume va fi; totuși are dreptul la existență și locul ei determinat de la bun început.”

### Definiția lui Peirce
Ceea ce Charles Sanders Peirce numește semiotică este disciplina care are ca obiect fenomenele semiozice. În concepția lui Peirce, semioza este o relație triadică între semn, obiectul său și interpretantul său, astfel încât această relație nu poate fi redusă la relații diadice (binare).

## Coordonatele semioticii generale a lui Eco
În lucrarea O teorie a semioticii, Umberto Eco încearcă să construiască o teorie generală a semioticii pe baza teoriei codurilor, la care se adaugă o investigație asupra producerii de semne. O asemeanea teorie trebuie să poată să dea seamă de toate funcțiile-semn. 
Întrucât semnul are caracter de artefact, are încărcătură culturală în virtutea căreia poate fi interpretat, acest lucru „face din semiotică o teorie generală a culturii”.
Aurel Codoban - “Semn și interpretare“
Semiologia, așa cum este ea ințeleasă astăzi, își are originea în tematizarea, contemporană cu noi, a comunicării. Chiar dacă o istorie mitologizantă a oricărei discipline teoretice tinde să îi găsească origini absolute, succesiunea tematizărilor sau epistemelor gândirii occidentale - „ceea ce este”, cunoașterea și comunicarea - distribuie în mod categoric disciplinele și problematizările și implicit pe cele ale semiologiei.
Privite de pe terenul problematizării a „ceea ce este”, calitatea de lucru a semnului împiedică constituirea lui ca obiect epistemic autonom, ordinea existenței, a gândirii și a rostirii fac una, nu sunt desparțite.
Odată cu a doua tematizare, a recunoașterii, „ceea ce este” devine relativ „ceea ce cunoaștem”. Adică ceea ce nu cunoaștem nu există în mod real pentru noi. 
Semiologia devine o teorie generală, centrală odată cu cea de-a treia tematizare care este cea a comunicării. Acum „ceea ce este” și ceea ce cunoaștem ca realitate este relativ la comunicare: ceea ce nu comunicăm nu există! Simetric față de prima tematizare totul este una acum, din perspectiva comunicării, însă.
Există două axiome care fac din semn, în principal, un obiect sui generis:
- pausemia = totul e semn; totul are semnificație sau poate avea
- polisemia = orice semn (obiect) poate avea mai multe semnificații (unicitatea existenței nu determină unicitatea semnificației)

## Clasificarea semnelor
Clasificarea semnelor a lui Pierce în iconi, indici și simboluri a avut succes prin faptul că ordona destul de clar și simplu multitudinea imaginilor. Deși se întemeiază pe trei tipuri diferite de relații posibile între semnificant și obiect sau interpretant, se poate constata că există semnificanți care s-au constituit prin acțiunea concomitentă a relației de tip iconic și a celei de tip indicial. Acesta este cazul imaginilor produse cu ajutorul unor dispozitive de tipul aparatului de fotografiat sau a ecografului. 
Semnificantul vizual este o configurație grafică, ce permite o multitudine infinită de alcătuiri distincte, fiecare dintre acestea fiind identificabilă și recognoscibilă ca atare, pe baza raportului tip - ocurență, moment al ocurenței. 

## Semnele iconice
Semnele iconice pot fi de două tipuri: figurative și nonfigurative.
Semnele iconice figurative (iconi naturali) se întâlnesc la primul nivel de semnificare. Ele reprezintă spațial proprietăți spațiale, trimit la referentul sau semnificantul lor printr-o relație directă, cu temei obiectiv, de tip indexal sau prin imitarea, cu diferite grade de acuratețe, a acestui tip de relație. „Citirea” semnelor iconice figurative se învață din experiența empirică banală sau printr-o inițiere care merge până la studiul unor discipline științifice.
Asemănătoare cu semnele iconice figurative, și din această cauză ușor de confundat, sunt acei semnificanți iconici figurativi, cărora li s-a atașat, mai mult sau mai puțin arbitrar un semnificat - aceste unități semnificative nu sunt semne, ci simboluri, în accepțiunea pe care o dă P. Rocoeur termenului. El spune că există „o regiune a limbajului care se anunță ca loc al semnificațiilor complexe în care un alt sens imediat.”
Semnele iconice nefigurative (iconi logici) reprezintă spațial și proprietățile nespațiale. Ele trimit referentul sau semnificatul lor printr-o relație cu temei obiectiv. „Citirea” lor presupune de asemenea o inițiere. 
Semnele neiconice pot fi semne plastice și semne vizuale arbitrare.

### Semne plastice
Semnele plastice reprezintă unități simple care nu sunt niciodată izolate, ci în funcție de opozițiile paradigmatice și santagmatice la care iau parte. Valorile definite acestor semne nu sunt definite în prealabil. 

### Semne vizuale arbitrare
Semnele vizuale arbitrare semnifică pe baza unei convenții, semnificantul fiind o simplă configurație, care nu seamănă și nu trimite la nimic prin sine, ci doar prin regula instituită și acceptată social. Totuși semnificantul trebuie să aibă o structură individualizabilă, care să-i confere identitate, respectiv să permită apariția unei relații de genul tip - ocurență\momentul ocurenței; descifrarea unui asemenea semn este condiționată de cunoașterea regulii. 

## Conotația și denotația
Semiologul Roland Barthes (1968) și teoreticianul în studii culturale Stuard Hall (1999) au extins conceptele de semnificant și semnificat pentru a include conotația și denotația.
Denotația este semnificația directă, specifică și literară pe care o putem obține dintr-un semn. Ea este o descriere sau o reprezentare a semnificatului.  
Conotația este semnificația invocată de către obiect și arată ce anume simbolizează obiectul respectiv la nivel individual. Atât denotația cât și conotația sunt folosite în comunicarea vizuală. O imagine iconică, spre exemplu un portret sau o fotografie este denotativă - semnificația directă este cea a obiectului reprezentat. Semnificațiile conotative sunt exploatate mai ales în comunicarea publicitară, unde utilizarea unei imagini are și o semnificație denotativă, dar mai ales semnificații conotative. Spre exemplu o mașină de lux are o semnificație denotativă, indicând obiectul în sine, dar și semnificații conotative - ea poate fi asociată cu luxul, o viață lipsită de griji și o slujbă pe măsură, haine elegante, stil de viață sofisticat, mâncăruri fine etc.

## Teoria semnificării
Pare aproape superflu să spunem că scopul procesului de semnificare este acela de a determina semnificațiile, adică setul de înțelesuri ale unui mesaj. În procesul atribuirii de semnificații, esențială este identificarea semnificatului (conceptului) pe baza unor indici oferiți de semnificant, adică de semn. Moriarty (2005) insistă asupra faptului că pentru a construi semnificația este nevoie de mai mult decât să definim un cuvânt sau să descifrăm un cod, mai ales în cazul imaginilor vizuale.
Este vorba de un proces complex în care factorul individual și subiectul are un rol important, un proces ce se desfășoară în mai multe etape care oferă posibilitatea personalizării semnificației de către privitor (receptor). 

### Etapele semnificării
1. Înlănțuirea - se referă la posibilitatea extinderii semnificației, fie prin noțiunea de interpretant (Peirce), fie în baza conotației (Barthes). Astfel, semnificațiile mesajului vizual vor fi multiple. Chiar dacă va exista o semnificație preferențială - mai exact cea intenționată de creatorul mesajului - receptorul poate construi în baza experienței proprii o serie de alte înțelesuri și nivele de înțelesuri.
Pluralitatea semnificațiilor este dată de o „reacție în lanț”, după exemplul publicitar al mașinii de lux pe care l-am oferit mai sus. Fiecare înțeles descoperit duce la un altul, care la rândul său, pe baza unor semnificații și deosebiri, duce la un altul mai departe. În accepțiunea lui Jaques Derrida, procesul constă în aceea că fiecare semnificat se transformă la rândul său într-un semnificant pentru alt semnificat. 
De exemplu: Aston Martin -> mașină de lux -> James Bond -> agent secret. 
2.Abducția- Altă abordare a procesului semnificării presupune analizarea tipului de activități mentale implicat în atribuirea de sens ca un  efort complex al inferenței. Această abordare este bazată pe ideea că logica oferă principiile care guvernează validitatea inferențelor. În încercarea de a înțelege rolul interpretantului în procesul de atribuire de semnificații, o serie de cercetători au explorat logica interpretării ca proces inferențial complex, bazat pe teoria abducției a lui Peirce. 
În contrast cu logica inductivă și deductivă, abducția este procesul inferențial prin care se construiește o conjectură în baza unor „indicii” sau condiții care sunt cunoscute. 
Pentru a acumula indicii, procesul abducției începe cu observarea, în procesul percepției. Acesta este similar modului în care un medic acumulează simptome pentru a reuși apoi să pună un diagnostic. Peirce descrie formarea unei ipoteze abductive ca un „act interior”.